# Умаров, Салих Хусанович
Салих Хусанович Умаров (2 мая 1921 — 22 декабря 1995) — советский и узбекский военнослужащий, участник Великой Отечественной войны, Герой Советского Союза, командир 1-й батареи 80-го артиллерийского полка 76-й стрелковой дивизии, капитан.

## Биография
Родился 2 мая 1921 году в городе Ташкенте в махалле «Чигатой» в семье рабочего. Узбек. Его мать умерла в 1927 году, отец в 1932 году, с 11 лет воспитывался в детском доме. После окончания 7 классов он поступил в Ташкентское Педагогическое училище, в 1938 году после окончания был направлен учителем в среднюю школу им. Буденного в Паркентский район.
10 января в 1940 году был призван в ряды Советской Армии. До августа 1941 года служил рядовым солдатом. После окончания краткосрочных курсов подготовки младших лейтенантов был назначен командиром огневого взвода в составе 87-й стрелковой бригады. В конце февраля 1942 года вступил в бой районе станции Бологое. В этом бою было уничтожено две роты и один танк противника. За выполнение этой боевой задачи Умарову было присвоено звание-лейтенант. В апреле 1943 года на базе 87-й стрелковой бригады была сформирована 76-я стрелковая дивизия в составе которой Умаров командовал 1-взводом 80-го артиллерийского полка 47-й армии 1-го Белорусского фронта.
В боевой операции за освобождение города Ельня, был награжден медалью- «За отвагу». В 1943 году Умарову было присвоено звание старшего лейтенанта и он был назначен командиром 1-й батареи 80-го артиллерийского полка. Участвовал в боях за освобождение городов: Смоленск, Орша, Могилев, за что дважды награжден орденом Отечественной войны 2-степени, а также ему было присвоено звание- капитан. Член ВКП(б)/КПСС с 1943 года. В боях за освобождение города Ковель в 1944 году был награжден орденом Ленина.
Командир 1-й батареи 80-го артиллерийского полка 76-й стрелковой дивизии 47-й армии 1-го Белорусского фронта капитан Умаров отличился в Берлинской операции. 2 мая 1945 года батарея Умарова получила задание занять шоссейную дорогу Вильгельмштадт — лагерь Деберинц и не допустить прорыва противника вдоль этой дороги. Выдвинув батарею на шоссе и блокировав его, Умаров умело организовал взаимодействие орудий. Колонна противника, около 4 000 человек, расчленившись, предприняла в течение дня 11 атак, но все они были успешно отражены артиллеристами. В течение дня были уничтожены около 200 солдат и офицеров, один танк, 4 бронетранспортёра, 6 автомашин с боеприпасами. Бойцы захватили в плен 175 солдат и офицеров противника. На протяжении всего боя капитан Умаров корректировал огонь орудий и помогал командирам правильно оценивать обстановку и своевременно открывать огонь по противнику.
Указом Президиума Верховного Совета СССР от 31 мая 1945 года за мужество, отвагу и героизм капитану Умарову Салиху Хусановичу присвоено звание Героя Советского Союза с вручением ордена Ленина и медали «Золотая Звезда».
С 1947 года — в запасе. Жил в Ташкенте. Работал директором промышленного комбината «Труд». Умер 22 декабря 1995 года. Похоронен в Ташкенте на кладбище Шайх Зайнуддин (Кукча).

## Награды
- Награждён двумя орденами Ленина,
- орденом Отечественной войны 1-й степени,
- двумя орденами Отечественной войны 2-й степени,
- медалями.[2][3]

## Память
- Одна из улиц в Ташкенте носит имя героя.